# Tuulajärvi
Tuulajärvi är en sjö i kommunen Kuusamo i landskapet Norra Österbotten i Finland. Arean är 39 hektar och strandlinjen är 4,13 kilometer lång. Sjön  ingår i Koundaälvens huvudavrinningsområde.   Den ligger omkring 220 kilometer nordöst om Uleåborg och omkring 720 kilometer norr om Helsingfors. 